# Santa Marta do Bouro
Santa Marta do Bouro ist eine Gemeinde im Norden Portugals.
Santa Marta do Bouro gehört zum Kreis Amares im Distrikt Braga, besitzt eine Fläche von 9,5 km² und hat 427 Einwohner (Stand 19. April 2021).